# Chase Sherman
Chase Sherman, född 6 november 1989 i D'Iberville i Mississippi, är en amerikansk MMA-utövare som 2016–2018 och igen sedan 2020 tävlar i organisationen Ultimate Fighting Championship.